# Gonçalo (Guarda)
Gonçalo ist eine Gemeinde (Freguesia) im portugiesischen Kreis Guarda. In ihr leben 1082 Einwohner (Stand 30. Juni 2011).